# Lauratonema hospitum
Lauratonema hospitum is een rondwormensoort uit de familie van de Lauratonematidae. De wetenschappelijke naam van de soort is voor het eerst geldig gepubliceerd in 1956 door Gerlach.